# Santuário Sepilok Orang Utan

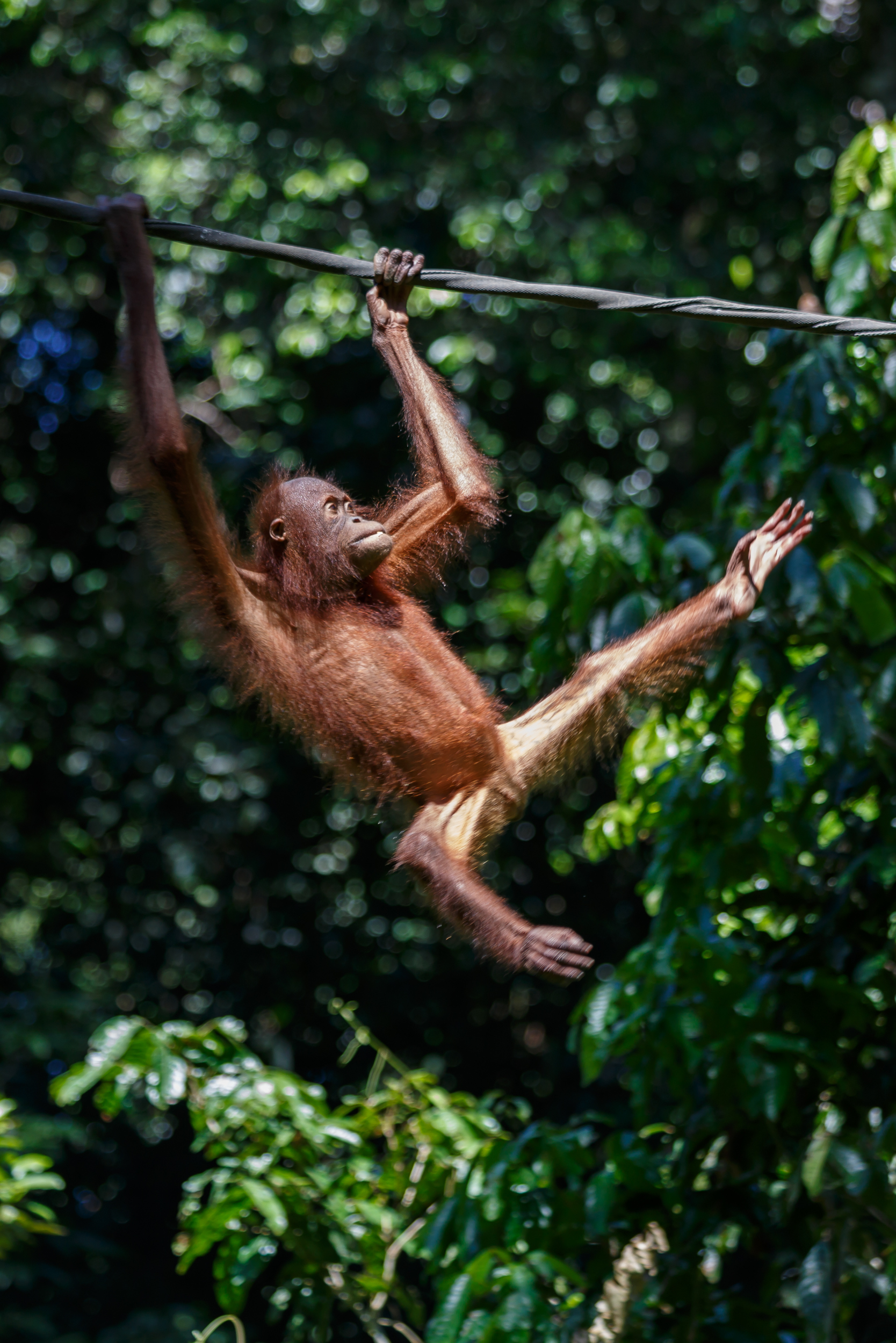
Um orangotango do centro de reabilitação.

O Centro de reabilitação Sepilok Orang Utan é um santuário de orangotangos localizado a cerca de 25 km a oeste de Sandakan, no estado de Sabah, na ilha do Bornéu, Malásia.

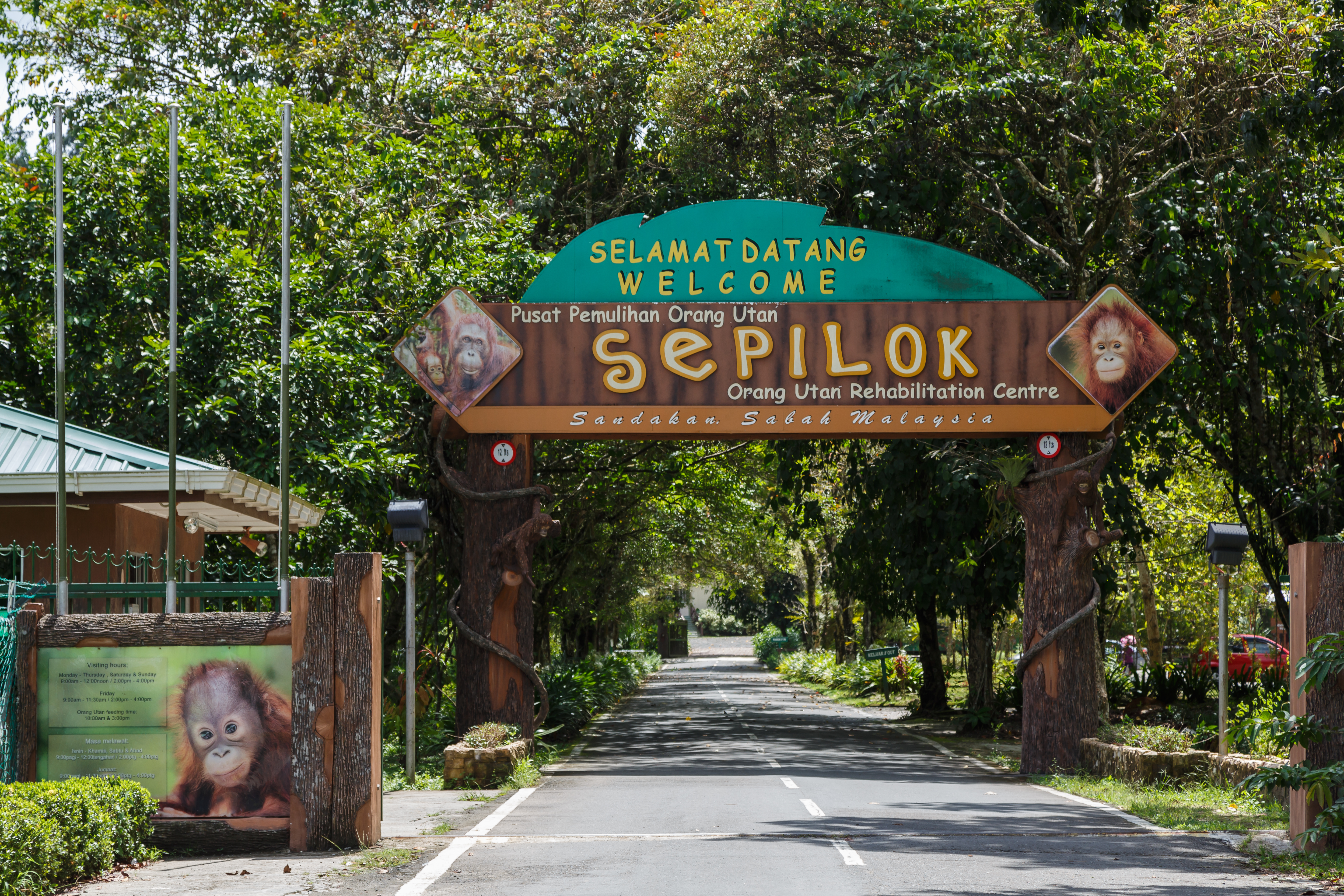
Entrada do Santuário em 2014.

O centro foi inaugurado em 1964 como o primeiro projeto oficial de resgate e reabilitação de orangangotangos bebês órfãos. Os orangotangos bebês são treinados para sobreviver na natureza e são libertados logo que eles estejam prontos. O santuário está localizado na reserva florestal Kabili-Sepilok que cobre uma área de 4,294 ha (10,610 acres). Hoje, cerca de 60 a 80 orangotangos vivem livres na reserva. Atualmente é uma das atrações turísticas de Sabah.

## Centro de Interpretação da Floresta Tropical

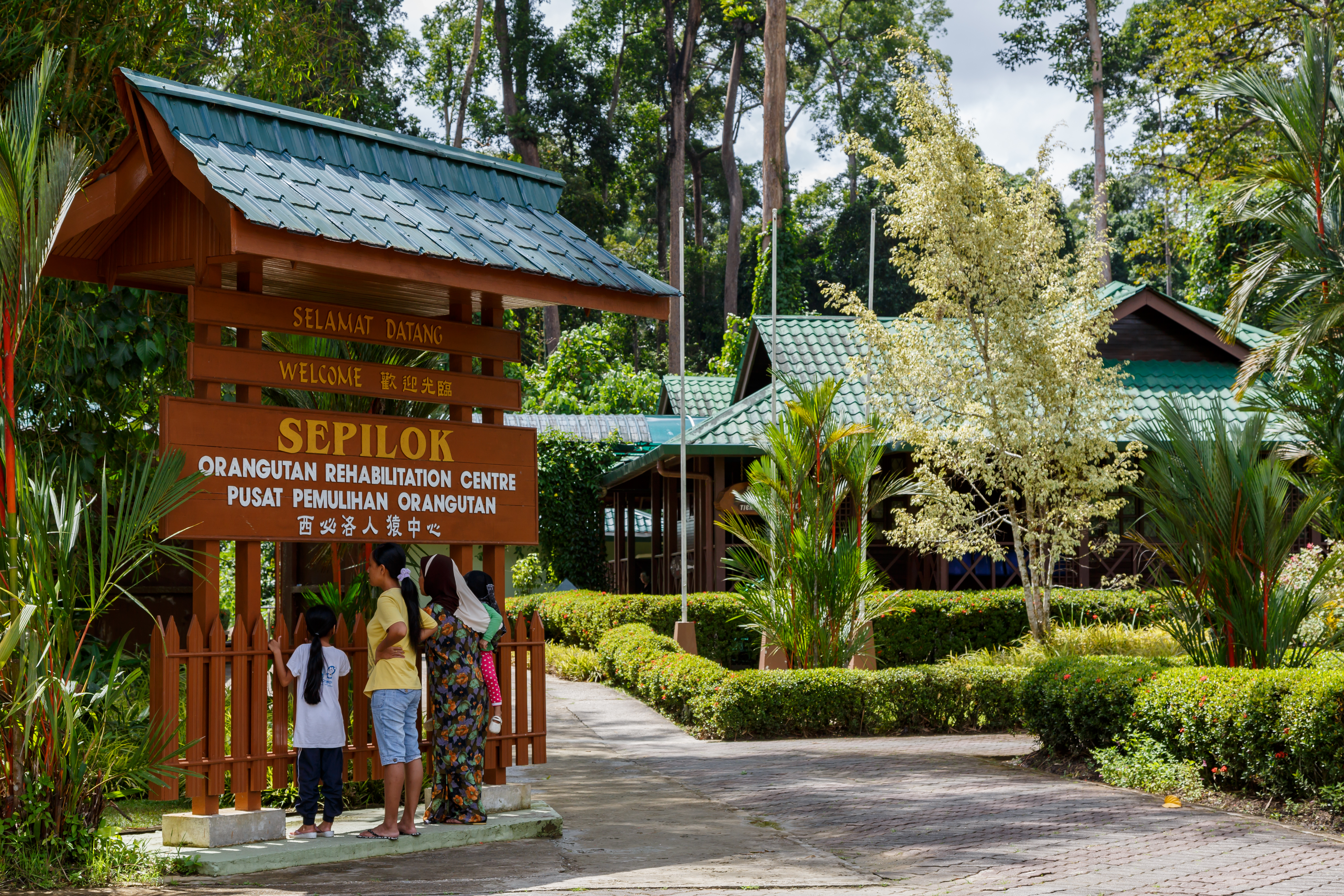
Centro de Visitantes do Santuário.

Cerca de 2 km do centro de orangotangos, o Centro de Interpretação da Floresta Tropical ilustra a ecologia da floresta tropical. A partir daqui, parte um breve itinerário naturalista cuidadosamente sinalizado através do arboreto do Centro de Pesquisa Florestal: painéis informativos colocados em pontos específicos destacam diversos aspectos da vegetação.
Na grande riqueza botânica de Sepilok, os pesquisadores descobrem continuamente novas espécies. Recentemente, um botânico local descreveu duas novas palmeiras exclusivas da área.

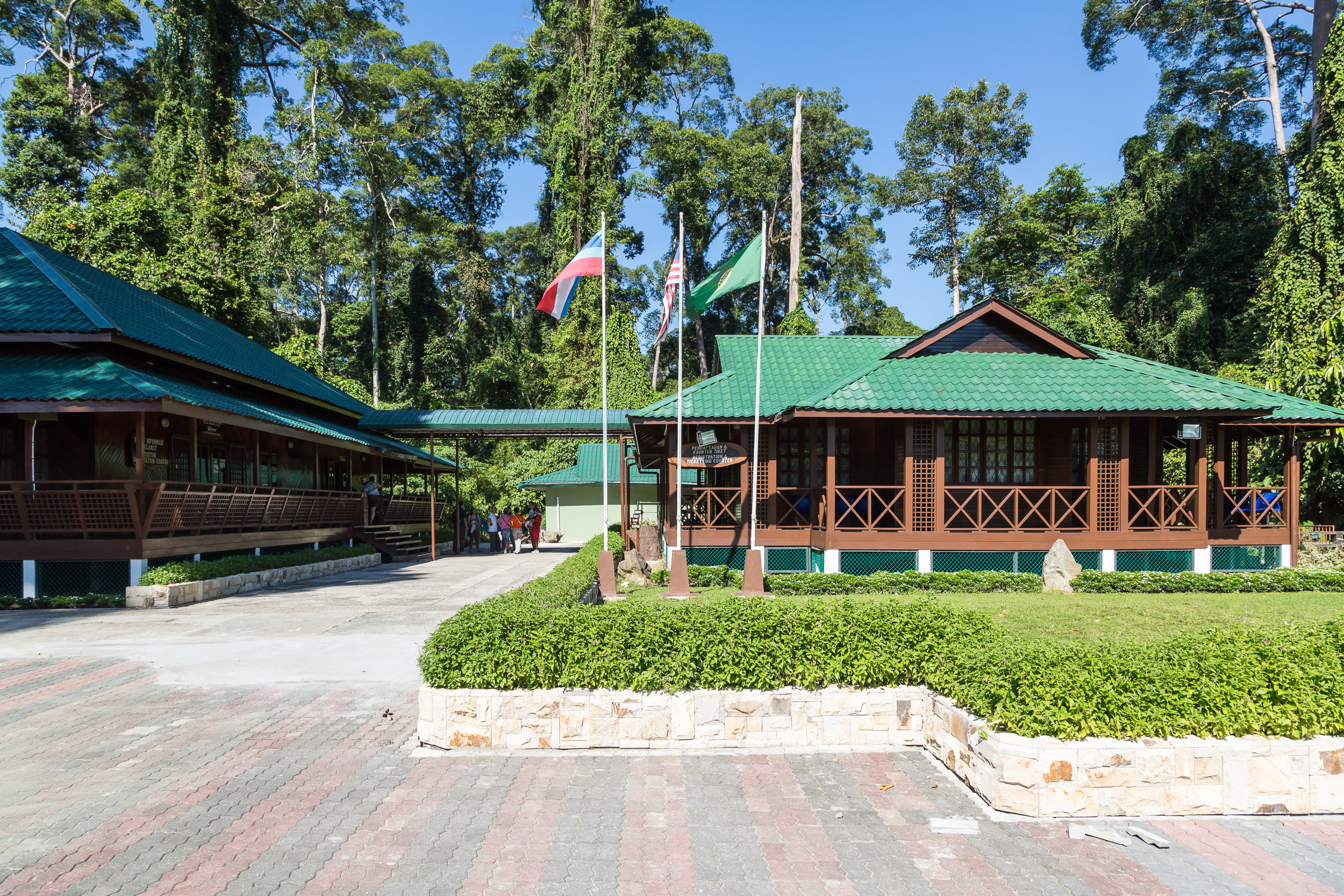
Centro de Visitantes do Santuário.

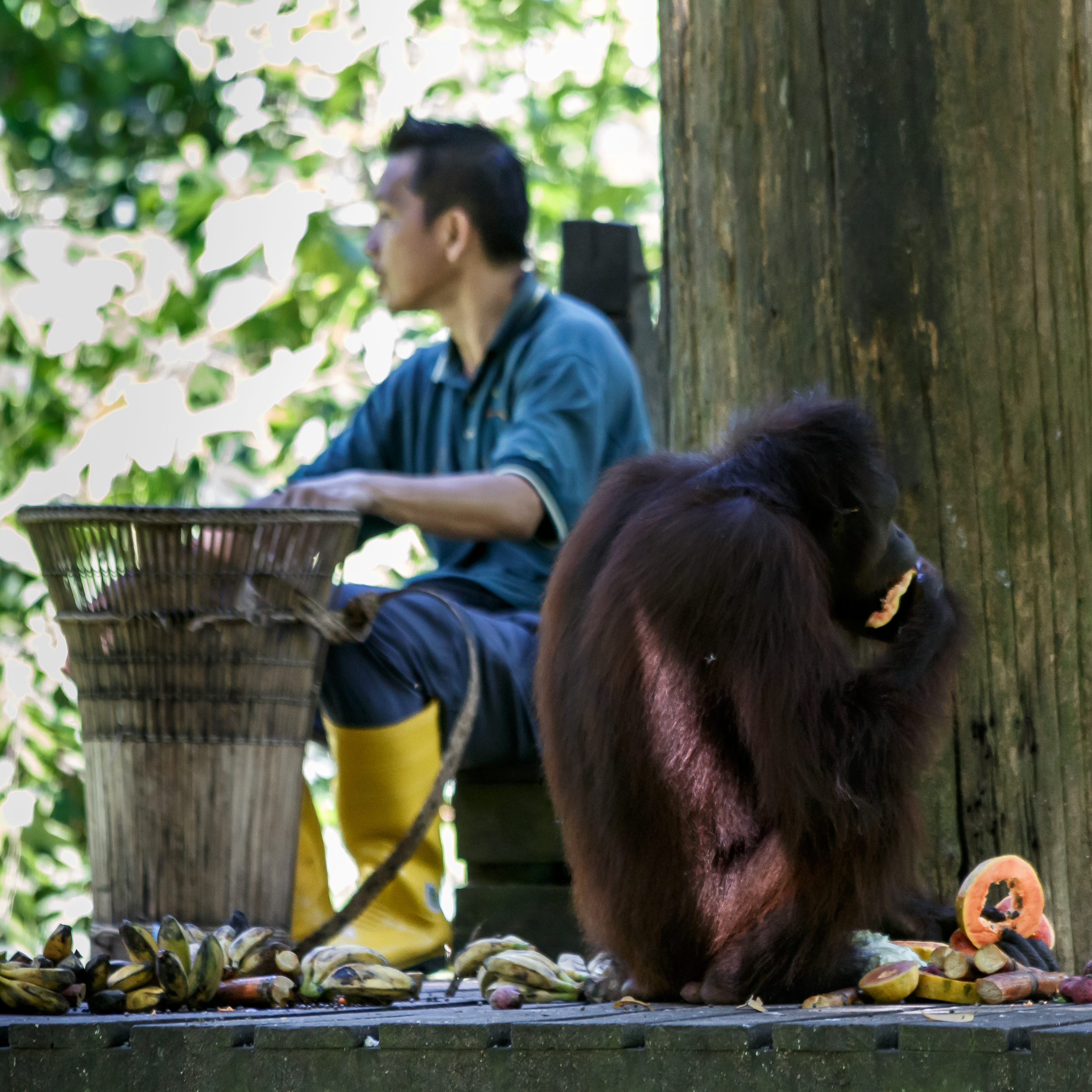
Orangotango Fêmea se alimentando de frutos do lado de um dos funcionários do Santuário.

As plantas da floresta também são potencialmente úteis para fins medicinais e, como, fonte de sementes destinadas ao enriquecimento ou, ao plantio de outras áreas florestais, a reserva é uma espécie de banco genético vivo. É particularmente interessante como exemplo de floresta com características de continuidade, do interior até a faixa costeira.